# رادي كرونيتش
رادي كرونيتش (بالإنجليزية: Rade Krunić)‏ (7 أكتوبر 1993 في فوتشا في البوسنة والهرسك – )؛ هو لاعب كرة قدم بوسني يلعب كلاعب وسط مع نادي إيه سي ميلان الإيطالي منذ 2019، ويلعب كذلك لمنتخب البوسنة والهرسك منذ عام 2016.
بدأ كرونيتش مسيرته المهنية مع نادي سوتيسكا فوتشا، قبل أن ينتقل لنادي دونيي سريم في عام 2013. وفي عام 2015 ، انتقل إلى نادي بوراك تشاك، ثم ما لبث أن وقع لمصلحة نادي إمبولي. وفي صيف 2019، انتقل إلى نادي إيه سي ميلان الإيطالي بعقد لمدة خمسة.
شارك كرونيتش مع منتخب البوسنة لتحت 21 سنة، ثم شارك مع منتخب بلاده الأول لأول مرة في عام 2016 ضمن تصفيات تصفيات بطولة أمم أوروبا 2016، ومنذ لك الحين استطاع أن يمثل منتخب بلاده في 10 لقاءات دولية. وفي 23 مارس 2019، استطاع مرونيتش من تسحل أول أهدافه الدولية مع منتخب بلاده ضد منتخب أرمينيا ضمن تصفيات بطولة أمم أوروبا 2020.

## روابط خارجية
- رادي كرونيتش على موقع الاتحاد الدولي (مؤرشف)  (الإنجليزية)
- رادي كرونيتش على موقع الاتحاد الأوربي (الإنجليزية)
- رادي كرونيتش على موقع اتحاد تركيا (لاعب) (الإنجليزية)
- رادي كرونيتش على موقع قاعدة بيانات كرة القدم.إي يو (الإنجليزية)
- رادي كرونيتش على موقع ناشيونال فوتبول تيمز (الإنجليزية)
- رادي كرونيتش على موقع Soccerway.com (الإنجليزية)
- رادي كرونيتش على موقع عالم كرة القدم.نت (الإنجليزية)
- رادي كرونيتش على موقع AS.com (الإسبانية)